# جائزة البرتغال الكبرى 1986
جائزة البرتغال الكبرى 1986 هو سباق فورمولا 1 أقيم بتاريخ 21 سبتمبر 1986 في إستوريل، البرتغال. كان الرابع عشر من أصل 16 في بطولة العالم لسباقات الفورمولا واحد موسم 1986. حلّ البريطاني نايجل مانسيل أولا بينما جاء الفرنسي ألن بروست في المركز الثاني وحصل على المركز الثالث البرازيلي نيلسون بيكيه.